# Kamienka (rejon krupkowski)
Kamienka (biał. i ros. Каменка) – wieś na Białorusi, w obwodzie mińskim, w rejonie krupkowskim, w sielsowiecie Ihruszka. W 2019 liczyła 450 mieszkańców.